# Fredericia
Fredericia es una localidad ubicada en el municipio de Fredericia en la parte oriental de la península de Jutlandia en Dinamarca, en una subregión conocida localmente como Trekanten o 'El Triángulo'. Fue fundada en 1650 por Federico III, de quien tomó su nombre. Fredericia casi fue seleccionada como la capital danesa, debido a su localización central y su amplio puerto; sin embargo, al final Copenhague retuvo su titularidad debido a su población masiva.
La ciudad tiene 41.544 habitantes (a 1 de enero de 2024), mientras que el municipio de Fredericia tiene una población de 49.690 (2009).

## Historia

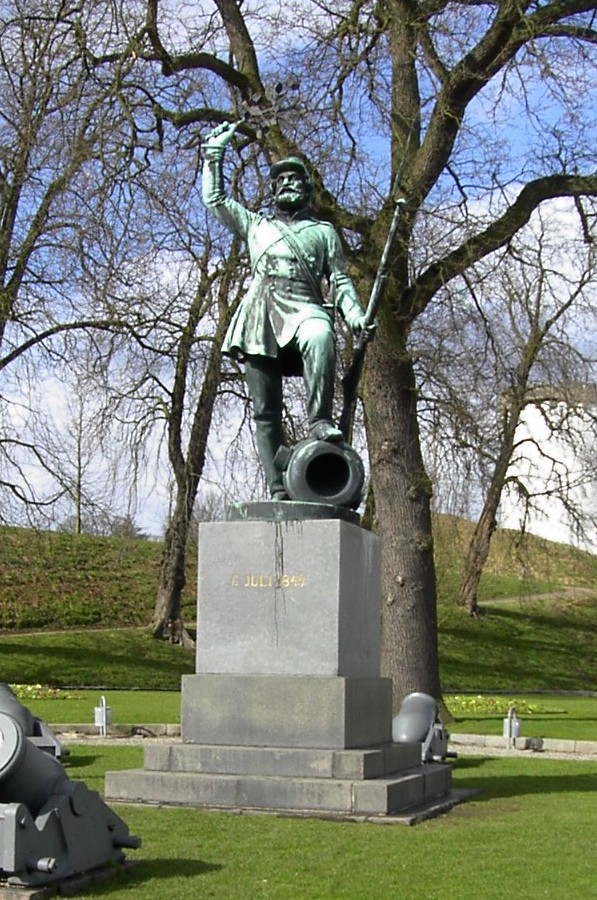
La estatua Landsoldaten.

Después de la devastación causada por la guerra de los Treinta Años en una gran parte de Jutlandia, el rey Cristián IV se percató de la necesidad de construir un fuerte en la península, y decidió que este proyecto podría ser combinado con sus planes para la construcción de una ciudad grande en la región.
Un campamento fortificado fue construido en un punto de tierra llamada Lyngs Odde, cerca de la ubicación actual de Fredericia, con una muralla que se extendía a ambos lados del punto, lo que protegía el campamento de los ataques. Sin embargo, las fortificaciones no eran lo más resistentes, y cuando el mariscal de campo sueco Lennart Torstenson invadió Jutlandia, fue capaz de romper las murallas. Fue Federico III quien finalmente pudo completar los planes de fortificación, además de añadir un fuerte en el flanco cerca de Bers Odde, como sugirió el mariscal imperial danés Anders Bille.
El 15 de diciembre de 1650 el rey firmó un documento con lo cual daba a la ciudad sus privilegios, y el trabajo de las nuevas fortificaciones pudo comenzar. En 1651, la ciudad fue llamada Frederiksodde («punta de Federico»), en memoria del anterior rey, y el 22 de abril de 1664, se le dio el nuevo nombre latinizado de Fredericia.
Cada 6 de julio la ciudad de Fredericia celebra un festival para conmemorar la Batalla de Fredericia de 1849, en la que las tropas danesas obtuvieron una victoria sobre los rebeldes de Schleswig-Holstein que asediaban la ciudad. Uno de los mayores iconos de Fredericia es el Landsoldaten ('Soldado de infantería'), que se inauguró el 6 de julio de 1858.
El ferrocarril llegó a la ciudad en 1866 con la apertura de la línea Fredericia-Vamdrup, y dos años después se inauguró la conexión ferroviaria con Aarhus. Desde la estación de ferrocarril había conexión a la terminal de transbordadores que llevaban a Strib, al otro lado del Pequeño Belt, y desde ahí se podía continuar por tren a través de toda la isla de Fionia. 
Aunque la ciudad fortificada había ya perdido su relevancia bélica, sólo hasta 1909, cuando su interior daba muestras de hacinamiento, se abolió oficialmente su papel defensivo y se permitió la urbanización en el exterior de sus murallas. La zona norte se pobló rápidamente, el puerto de amplió y en 1915 se estableció el astillero de Fredericia. En la ciudad se establecieron grandes empresas industriales que con sus descargas al mar contribuyeron a que Fredericia fuera conocida como la ciudad más contaminada de Dinamarca.
El aumento del tráfico entre Fredericia y Fionia fue la causa de que se construyera el primer puente del Pequeño Belt en 1935 junto con una nueva estación de ferrocarril que se convirtió en un sitio de transferencia entre las más importantes rutas de trenes del país.
Fredericia, como el resto del país, fue ocupada por tropas alemanas el 9 de abril de 1940. Hubo algunos tiroteos antes de que el gobierno danés anunciara su rendición.
La ciudad creció apresuradamente después de la Segunda Guerra Mundial. La gran cantidad de empleados del DSB, el servicio postal y el ejército dejaron su huella en la ciudad, que no desarrolló un dialecto propio debido a que la mayoría de ellos eran inmigrantes de diferentes sitios del país. La ciudad creció hacia el norte y el oeste y su área urbana se fusionó con los poblados de Erritsø y Snoghøj, que se incorporaron oficialmente al municipio de Fredericia en 1970. Shell abrió una gran refinería de petróleo al norte de la ciudad a mediados de la década de 1960, y en 1984 se inauguró un nuevo oleoducto que transporta crudo desde las plataformas del Mar del Norte hasta esta refinería. El concejo municipal se ha enfocado más, desde los años 1980, a la problemática de la contaminación. En 1996 se reconoció a la ciudad por sus esfuerzos en favor del medio ambiente.

## Actualidad
El municipio hoy es parte del área metropolitana oriental de Jutlandia con más de 1200 de habitantes, y es la sede del consejo municipal de municipio de Fredericia.
La ciudad es uno de los nudos de tráfico más grande de Dinamarca, y la ubicación del astillero naval más grande de Dinamarca, el Fredericia Skibsværft A/S.
La ciudad es un importante cuartel, sede del Regimiento de señales del Ejército Real Danés (Telegrafregimentet), que se encuentra en los cuarteles de Rye (Ryes Kaserne) y en los cuarteles Bülow (Bülows Kaserne).

## Residentes notables
- Erik Holtved (1899–1981), etnólogo.